# Flugplatz Reggio Emilia

i7
i11
i13
Der Flugplatz Reggio Emilia (italienisch Aeroporto di Reggio Emilia “Città del Tricolore – Ferdinando Bonazzi”, IATA-Code: ZRO, ICAO-Code: LIDE) befindet sich in der norditalienischen Region Emilia-Romagna, rund zwei Kilometer östlich von Reggio nell’Emilia. Der Flugplatz wird hauptsächlich von der allgemeinen Luftfahrt genutzt, er ist aber auch für den kommerziellen Regionalverkehr geöffnet.

## Infrastruktur und Nutzung
Der Flugplatz hat eine asphaltierte, rund 1200 Meter lange Start- und Landebahn (11/29), die parallel zur Nordumfahrung Tangenziale Nord (Staatsstraße 9) und zur Bahnstrecke Mailand–Bologna im Süden verläuft. Nördlich der Piste befinden sich zwei separate Vorfelder, von denen eines vorwiegend vom örtlichen Aeroclub Reggio Emilia genutzt wird, während das andere auch für den kommerziellen Flugverkehr zur Verfügung steht. Dazwischen befindet sich der Tower.
Der Flugplatz ist über die Via dell’Aeronautica an die Nordumfahrung von Reggio Emilia sowie an die alte Via Emilia (SS9) angeschlossen, über die auch die Innenstadt zu erreichen ist, unter anderem mit der Buslinie 10. Etwas mehr als einen Kilometer westlich des Flugplatzes befindet sich der Bahnhof von Reggio, rund drei Kilometer nördlich des Flugplatzes führt die Autobahn A1 vorbei. Die nächstgelegenen größeren Verkehrsflughäfen sind Parma im Westen und Bologna im Osten.

## Geschichte
Auf dem heutigen Flugplatzgelände befand sich seit 1916 eine Pferderennbahn, die auch als Flugfeld genutzt wurde. Mit einem Ministerialerlass vom 12. November 1930 wurde die Einrichtung eines offiziellen Flugplatzes beschlossen, der in den folgenden Jahren entstand. Hauptnutzer waren die Reggiane-Werke, die hier vor allem Jagdflugzeuge für die Regia Aeronautica bauten. Die Nutzung als Werksflugplatz stand auch im Zweiten Weltkrieg noch bis 1942 im Vordergrund, dann wurde der Flugplatz von italienischen und deutschen Geschwadern genutzt, unter anderem vom Jagdgeschwader 53 und von der Aeronautica Nazionale Repubblicana. Im September 1944 zerstörten deutsche Einheiten den Flugplatz wegen des befürchteten alliierten Durchbruchs der Gotenstellung.
Der Flugplatz wurde nach dem Krieg zu Luftsportzwecken wieder hergerichtet und nach verschiedenen Ausbauarbeiten im Jahr 1997 auch für den kommerziellen Verkehr geöffnet. Der gewünschte wirtschaftliche Erfolg blieb aus, weil die Region Emilia-Romagna mit Parma, Bologna, Rimini und Forlì eine Verkehrsflughafendichte aufweist, die weit über den Erfordernissen liegt. Seit Anfang der 1980er Jahre wird der Flugplatz regelmäßig als Konzertgelände genutzt.